# الأشرف موسى
الملك الأشرف أبو الفتح مظفَّر الدين وقيل شرف الدين موسى بن الملك العادل أحمد بن أيوب الدويني التكريتي، من ملوك الأيوبيين ولد في القاهرة وقيل في الكرك سنة 578هـ/1182م .
بدأ حياته السياسية في عهد أبيه الذي ولاَّه سنة 598هـ/1202م حكم الرها ثم أضيفت إليه حرَّان التي انطلق منها سنة 600هـ لمساعدة صاحب سنجار قطب الدين محمد بن زنكي بن مودود في حربه صاحب الموصل نور الدين أرسلان شاه بن مسعود الزنكي، ثم اصطلحوا وتزوج الأشرف أخت نور الدين.
كان الأشرف مؤيداً في الحروب، وأعتق المماليك، كريماً كثير العطاء، ومات وفي ذمته بعض الديون للتجار وغيرهم، وكان يحضر مجالس الوعظ.
وقد مدحه كثير من الشعراء، كابن عُنَين، وابن مطروح وعلى رأسهم كمال الدين بن النبيه صاحب الأشرفيات؛ حيث نظر يوماً في دواة كاتبه وشاعره كمال الدين علي بن النبيه المصري فرأى بها قلماً واحداً فأنكر عليه، فأنشد الكمال بديهاً «دوبيت» :
قال الملك الأشرف قولاً رشداً ... أقلامك يا كمال قلت عددا
جاوبت لعظم كتب ما تطلقه ... تحفى فتقط فهي تفنى أبدا
وكانت وفاة الأشرف في يوم الخميس رابع المحرم بدمشق، ودفن بقلعتها؛ ثم نقل بعد محق إلى التربة التي أنشئت له بالكلاسة في الجانب الشمالي من جامع دمشق.

## تاريخه الحربي
في سنة 606هـ/1210م ضم الملك العادل إلى الأشرف حكم الخابور ونصيبين بعد أن استخلصهما من صاحب سنجار، وضم الأشرف خلاط وميافارقين سنة 609هـ/1213م بعد وفاة أخيه الملك الأوحد نجم الدين أيوب، وحينما توفي والده الملك العادل سنة 615هـ كان القسم الأكبر من الجزيرة الفراتية تحت سيطرته فكان يتنقل بين حواضرها وأكثر إقامته بالرقة لكونها على الفرات.
وعندما احتل الفرنج الصليبيون دمياط سنة 616هـ/1219م وقعت مهمة رد الغزو الصليبي عن مصر واسترداد دمياط على الملك الكامل بن الملك العادل الذي تولى السلطنة في مصر بعد وفاة والده، فكتب الكامل إلى أخويه المعظم صاحب دمشق والملك الأشرف صاحب ديار الجزيرة وخلاط يستنجدهما ويحثهما على الحضور أو إرسال النجدات إليه. فسار المعظم إلى أخيه الأشرف فوجده مشغولاً عن إنجاد الكامل بما دهمه من اختلاف الكلمة عليه، فلما استقامت للأشرف الأمور توجه الاثنان إلى مصر وبقيا فيها حتى تمَّ للأخوة طرد الفرنج منها واسترداد دمياط سنة 618هـ/1221م.
استغل جلال الدين منكبرتي الخوارزمي وجود الأشرف في دمشق فحاصر خلاط واحتلها، فتحالف الأشرف مع علاء الدين كيقباذ سلطان سلاجقة الروم، واستعاد خلاط خراباً في 12 رجب سنة 627هـ/27 مايو 1230م، فرممها وأصلح ماكان فسد منها. ولم تمض سنوات حتى تعرضت منطقة الجزيرة لهجمات حليف الأمس علاء الدين كيقباذ (سنة 631هـ)، فتعاون الكامل مع أخيه الأشرف على إخراجه من الجزيرة سنة 633هـ/1236م. وكان الكامل قد استولى على آمِد وقلاعها وعلى حصن كيفا سنة 630هـ/1233م من ركن الدين مودود بن محمود المسعود الأرتقي منهياً بذلك إمارة كيفا وآمد الأرتقية.
وفي سنة 634هـ استوحش الأشرف من أخيه الكامل ونقض طاعته، لأن الكامل رفض أن يعطيه الرقة لتكون قاعدة له ويتزود منها علفاً لدوابه إذا جاز الفرات في صحبته، ومالأه على نقض الطاعة جميع ملوك الشام من الأيوبيين غير الملك الناصر داود صاحب الكرك، فإنه ظل على طاعة الكامل والتحق به بمصر فتلقاه بالمبرة والتكرمة، وقبل أن تبدأ الحرب بين الأخوين توفي الأشرف في دمشق في المحرم سنة 635هـ/ أغسطس 1237م بعد أن أوصى بولاية دمشق لأخيه الملك الصالح إسماعيل، ودفن بالقلعة ثم نقل إلى تربته التي بنيت له شمالي الكلاَّسة.

## ما شيده

### الأشرفية
هي دار حديث في سفح قاسيون عرفت بإسم دار الحديث الأشرفية مكانها في دمشق، وفوَّض التدريس فيها إلى الشيخ تقي الدين ابن الصلاح.

### دار قايماز النجمي
اشترى دار قايماز النجمي وجعلها دار حديث ونقل إليها الكتب الثمينة.

## المساجد

### 1- مسجد أبي الدرداء
و هو يقع بقلعة دمشق.

### 3-جامع التوبة
فقد حوّل خان الزنجاري بالعقيبة إلى جامع يعرف اليوم بجامع التوبة، لما كان يحدث في الخان قبل بنائه من أنواع المنكرات، فقد جمع أنواع أسباب الملاذ، وكان يجرى فيه من الفسوق والفجور ما لا يحد ولا يوصف، فقيل له عنه: إن مثل هذا لا يليق أن يكون في بلاد المسلمين، فهدمه وعمره جامعاً عزم عليه جملة مستكثرة، وسماه الناس «جامع التوبة» كأنه تاب إلى الله تعالى وأناب مما كان فيه.

## وصلات خارجية
1. جامع التوبة تحفة معمارية
2. الملك الأشرف موسى الأيوبي
3. الأشرف موسى بن الملك العادل محمد الأيوبي